# Betta apollon
Betta apollon — тропічний прісноводний вид риб з родини осфронемових (Osphronemidae), підродина макроподових (Macropodusinae).
До появи наукового опису виду зразки B. apollon ідентифікували як B. pugnax. Член групи видів Betta pugnax. В межах цієї групи виділяється клада B. apollon—B. ferox—B. stigmosa, для якої результати аналізу ДНК виявляють градації відмінностей послідовностей, що відповідають географічним популяціям одного виду.
Вид отримав назву на честь грецького бога Аполлона, який зокрема уособлює красу та елегантність вродливого юнака, натяк на красивий зовнішній вигляд цього виду.

## Опис
Максимальний відомий розмір 51,8 мм стандартної (без хвостового плавця) довжини, загальна довжина становить 136,9-157,8 % стандартної.
Тіло порівняно струнке, його висота на рівні спинного плавця становить 28,4-33,0 %, а висота хвостового стебла 18,9-21,4 % стандартної довжини. Голова довга (її довжина становить 32,4-35,5 % стандартної довжини), морда загострена.
Спинний, хвостовий та анальний плавці загострені на кінцях. Спинний розташований порівняно далеко позаду (предорсальна довжина становить 62,7-65,9 % стандартної довжини), довжина його основи становить 12,8-15,9 % стандартної довжини. Довжина основи анального плавця більше половини (50,3-54,9 %) стандартної довжини, преанальна (до початку анального плавця) довжина становить 46,9-53,6 % стандартної довжини. Хвостовий плавець ланцетний, трохи асиметричний, верхня частина більш розвинена. Черевні плавці з довгим ниткоподібним променем, довжина якого становить 25,9-40,2 % стандартної довжини. Грудні плавці округлі, їхня довжина — 20,2-23,9 % стандартної довжини.
У спинному плавці 1 твердий і 8-9 м'яких променів (всього 9-10), в анальному 2-3 твердих і 23-24 м'яких (всього 25-27), в грудних по 12-13 променів, в черевних 1 твердий і 5 м'яких. 9-30 лусок у бічній лінії, 8½-10 рядів лусок у поперечному напрямку на рівні початку спинного плавця.
Betta apollon відрізняється від інших видів Betta сильно подовженим останнім зябровим променем, який виступає за задній край зябрових кришок. Ця структура спостерігається як у самців, так і в самок та неповнолітніх рибок. У більших самців кінчик цього променя стиснутий з боків і має білувате забарвлення. Вид був діагностований саме за будовою цього променя.
Основне забарвлення світло-коричневе. Уздовж тіла проходять слабкі темні смужки. Нижня губа чорна, горизонтальна чорна смужка проходить через око й закінчується на краю зябрової кришки.

## Поширення
Вид поширений у прісних водоймах південного (півострівного) Таїланду. Відомий лише із гірських струмків на захід від Наратхівата (Narathiwat), адміністративного центру однойменної провінції. Ймовірно, водиться також далі на північ. Орієнтовна площа ареалу поширення становить 8 км².
Зразки Betta apollon були зібрані в гірських струмках, сильно затінених лісом. В основному риб знаходили на мілководді поблизу берегів, де вони трималися між корінням, рослинами або серед шару опалого листя на дні. Деякі екземпляри були спіймані в стрімкій течії між валунами. Вода була безбарвною, прозорою, мала pH 6,2, електропровідність 20-40 мкСм/см і температуру 24-26 °C.

## Утримання в акваріумі
Betta apollon рідко зустрічається в торгівлі акваріумними рибами. Мирний вид.

## Відео
- Betta Apollon - salvajes на YouTube by myfishroom
- Betta Apollon на YouTube by ApistoLife Champ